# Linda Cook
Linda Zarda Cook (* 4. Juni 1958 in den USA) ist US-amerikanische Topmanagerin. Cook ist Vorstandsmitglied von Royal Dutch Shell und CEO des Tochterunternehmens Shell Gas & Power. In der Forbes-Liste der einflussreichsten Frauen ist Cook regelmäßig in den Top 100.

## Karriere
Nach ihrem Ingenieur-Studium an der University of Kansas trat Cook 1980 in das Unternehmen Royal Dutch Shell in den Vereinigten Staaten ein. Nach mehreren Zwischenstationen, u. a. als Director Strategy & Business Development, wurde Cook 2004 CEO von Shell Gas & Power. Nachdem sie nicht wie gewünscht zum CEO des Gesamtkonzerns ernannt worden war, verließ sie nach 29 Jahren das Unternehmen. Cook war außerdem Aufsichtsratsmitglied bei Boeing. Sie lebt mit ihrem Mann und den 3 Kindern am Unternehmenssitz in Den Haag.